# اللي ماله أول (مسلسل)
اللي ماله أول، مسلسل تلفزيوني كويتي. أخرجه البيلي أحمد وكتبه هديل المرجان انتج وعرض بعام 2016.

## فكرة العمل
شاب من أسرة متوسطة تخرج في الجامعة، لا يريد أن يلتحق بوظيفة حكومية مثلما أراد له والده، ويريد شيئًا أكبر من ذلك، ويقرر الاستثمار في مقهى والده الشعبي، وتحويله إلى مقهى ومطعم يغذيهما مصنع للمأكولات خاص بالمكان، آملًا أن يصل المكان باجتهاده ومثابرته إلى العالمية .

## طاقم العمل
- سعد الفرج
- عبد العزيز المسلم
- انتصار الشراح
- هيا الشعيبي
- مشعل الشايع
- مبارك المانع
- آلاء الهندي
- عبد الإمام عبد الله
- عبد العزيز الحداد
- نصر حماد
- شيماء سبت
- شهاب جوهر
- وليد الضاعن
- عمر اليعقوب
- زهرة دعيج
- عبد الله البدر